# Apertium
Apertium ist eine Maschinenübersetzungs-Software, die früher einmal durch Finanzierung der spanischen Regierung und der autonomen Region Katalonien an der Universität Alicante entwickelt wurde. Jetzt wird Apertium durch freiwillige Spenden der Mitglieder finanziert. Es ist freie Software und wird unter den Bestimmungen der GNU GPL veröffentlicht.
Apertium entstand als eines der Maschinenübersetzungsprogramme des Projektes OpenTrad und übersetzte zunächst zwischen nah verwandten Sprachen. Später wurde es so erweitert, dass es auch mit Sprachen arbeiten kann, die stärkere Unterschiede aufweisen. Um ein neues Maschinenübersetzungssystem zu entwickeln, müssen nur linguistische Daten (Wörterbücher und Regeln) in einem genau festgelegten XML-Format erstellt werden.
Apertium benutzt Transduktoren für alle lexikalischen Umformungen. Für Part-of-speech-Tagging, was im Deutschen die Zuordnung aller möglichen Formen ist, wird das Hidden Markov Model verwendet.
Andere maschinelle Übersetzungen, welche zur jetzigen Zeit verfügbar sind, benutzen meistens proprietäre Software. Weil bei diesen meistens verschiedene Technologien für die verschiedenen Sprachpaare verwendet werden, ist es sehr schwer, diese in ein einzelnes Content-Management-System zu integrieren.
Sprachdaten, die für die Software entwickelt wurden (in Zusammenarbeit mit der Universidade de Vigo, der Universitat Politècnica de Catalunya und der Universitat Pompeu Fabra) unterstützen die Sprachen (Stand 2015):
- Afrikaans
- Arabisch
- Aragonesisch
- Aranesisch
- Asturisch
- Baskisch
- Bretonisch
- Bulgarisch
- Dänisch
- Englisch
- Esperanto
- Französisch
- Galicisch
- Hindi
- Indonesisch
- Isländisch
- Italienisch
- Kasachisch
- Katalanisch
- Malaiisch
- Maltesisch
- Mazedonisch
- Niederländisch
- Nordsamisch
- Norwegisch Bokmål
- Norwegisch Nynorsk
- Okzitanisch
- Portugiesisch
- Rumänisch
- Schwedisch
- Serbokroatisch
- Slowenisch
- Spanisch
- Tatarisch
- Urdu
- Walisisch